# ブルーノ・アプレア
ブルーノ・アプレア（イタリア語: Bruno Aprea, 1941年 - ）は、イタリアの指揮者、ピアノ奏者。

## 経歴
1941年、イタリア・ローマ生まれ。父より音楽の手ほどきを受け、|地元のサンタ・チェチーリア音楽院でピアノを学んだ。ピアニストとしての活動の一方で1968年からフランコ・フェラーラに指揮法を学び、1970年にスポレート音楽祭で指揮者デビューを飾った。1977年にはタングルッド音楽祭でクーセヴィツキー賞を受賞。1983年にベルリン・ドイツ・オペラを指揮して成功を収め、1985年から1995年までケープタウン歌劇場の首席客演指揮者を務めた。2005年からはバーリ交響楽団の首席指揮者の任にある。